# Partito Democratico (Tagikistan)
Il Partito Democratico (in russo: Демократическая партия Таджикистана; in tagiko: Ҳизби демократии Тоҷикистон) è un partito politico del Tagikistan fondato ufficialmente nell'agosto 1999, quando fu reso legale nel paese. Va ricordato infatti che il PD tagico fu composto de facto nel luglio 1993 e che partecipò alla guerra civile che colpì il paese in opposizione al presidente Emomalī Rahmon.
Conclusa la guerra civile tagika, alcuni membri del partito sono stati nominati al governo; ad esempio, Iskandarov, che era stato presidente della sua fondazione ufficiale nel 1999, ha guidato il monopolio statale del gas dal 2001 al 2003.
Il 15 aprile 2005, il fondatore del partito Mahmadruzi Iskandarov fu rapito dai servizi segreti russi, nella città di Korolyov, ove sostava, e fu forzato a salire su un aereo diretto in Tagikistan e lì condannato a 23 anni di carcere. Dopo il suo arresto, Masud Sobirov venne eletto nuovo leader del partito.